# 议会大厦 (昌迪加尔)
印度昌迪加尔的议会大厦（Palace of Assembly）是由现代主义建筑师勒·柯布西耶设计。

## 历史
建于1951-1962年。其所在的昌迪加尔政治中心建筑群, 共包括议会大厦（Palace of Assembly）、秘书处大楼（Secretariat Building）、高等法院（High Court）。
2016年7月17日，该建筑被列为世界遗产。

## 画廊

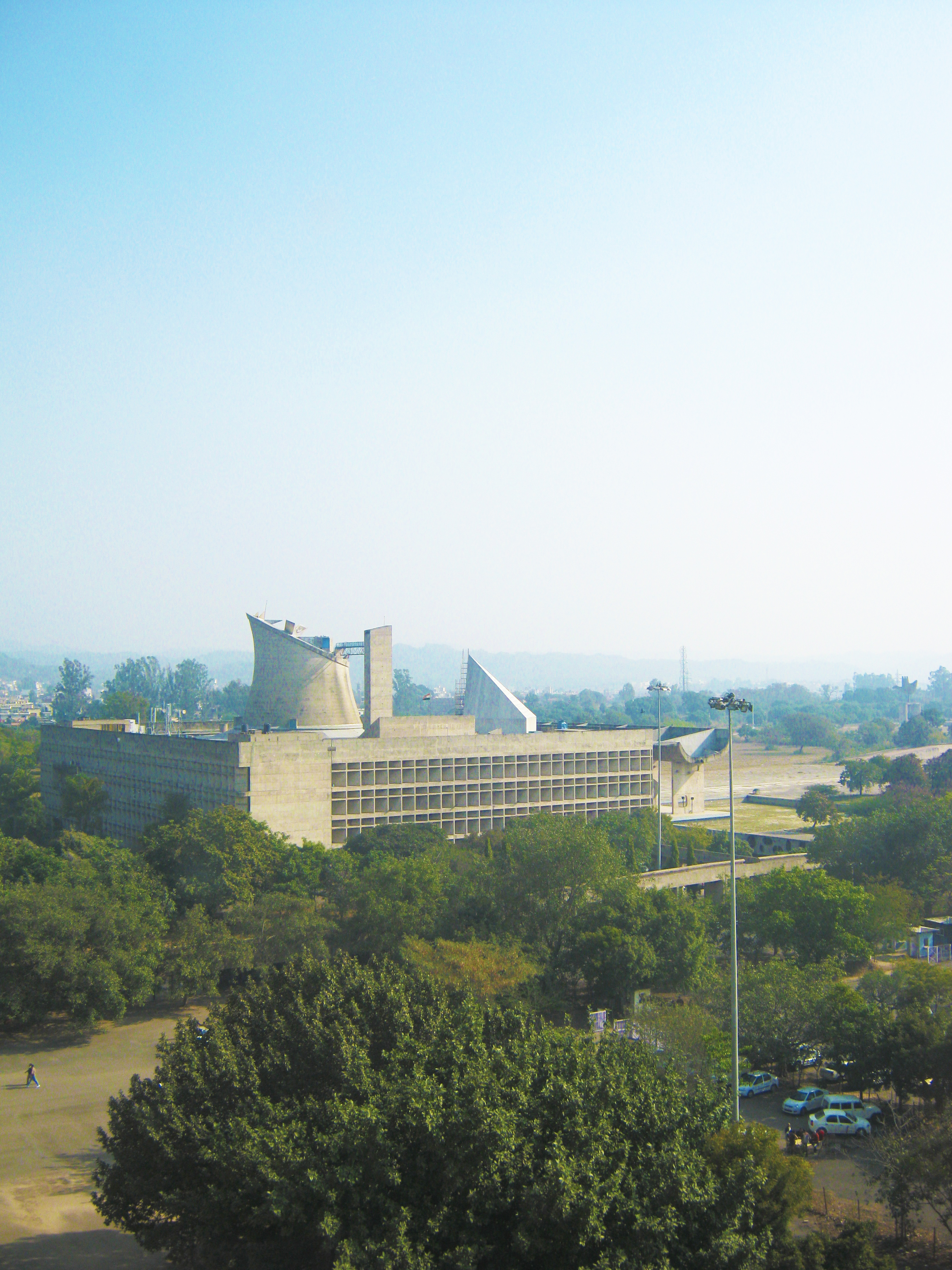
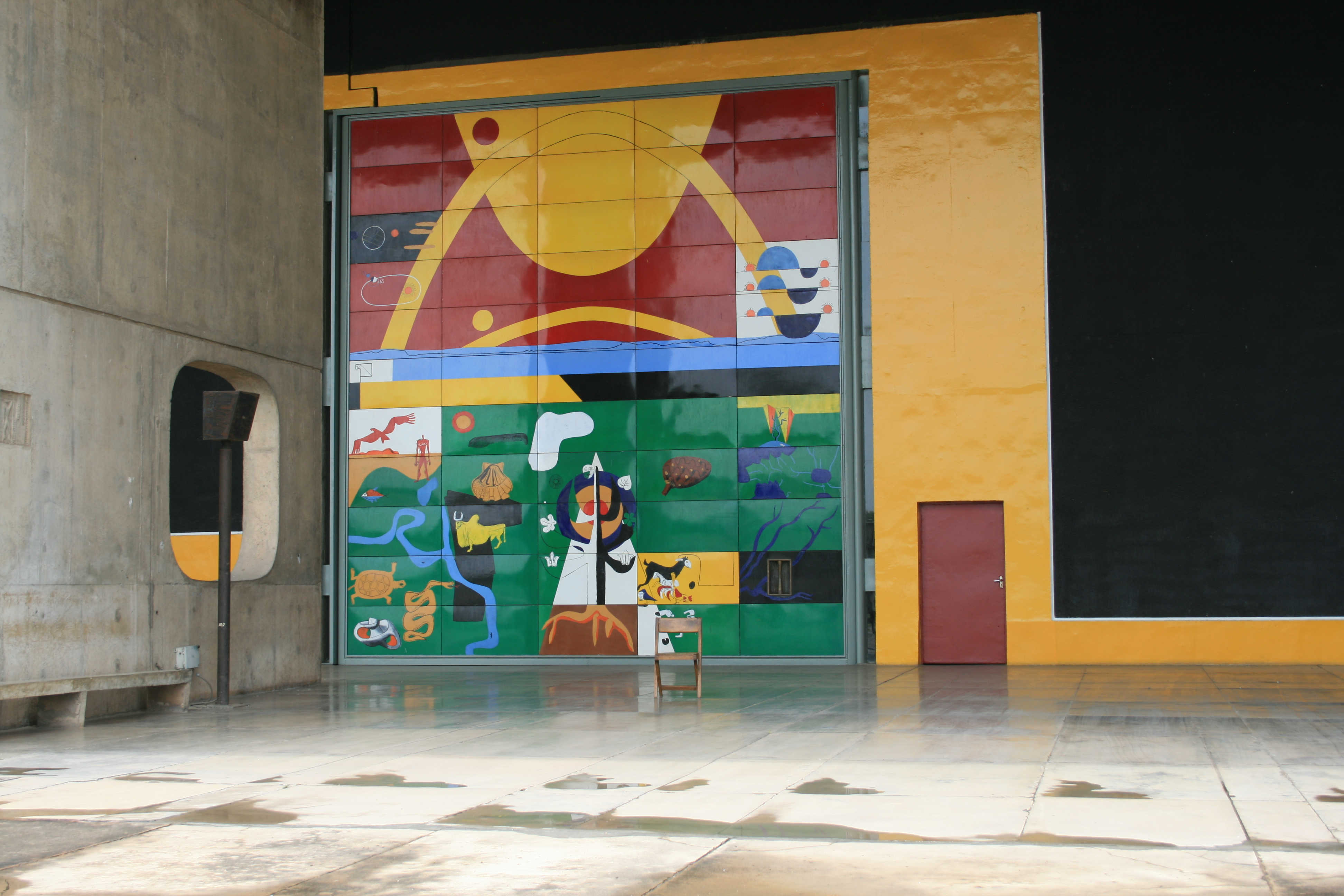
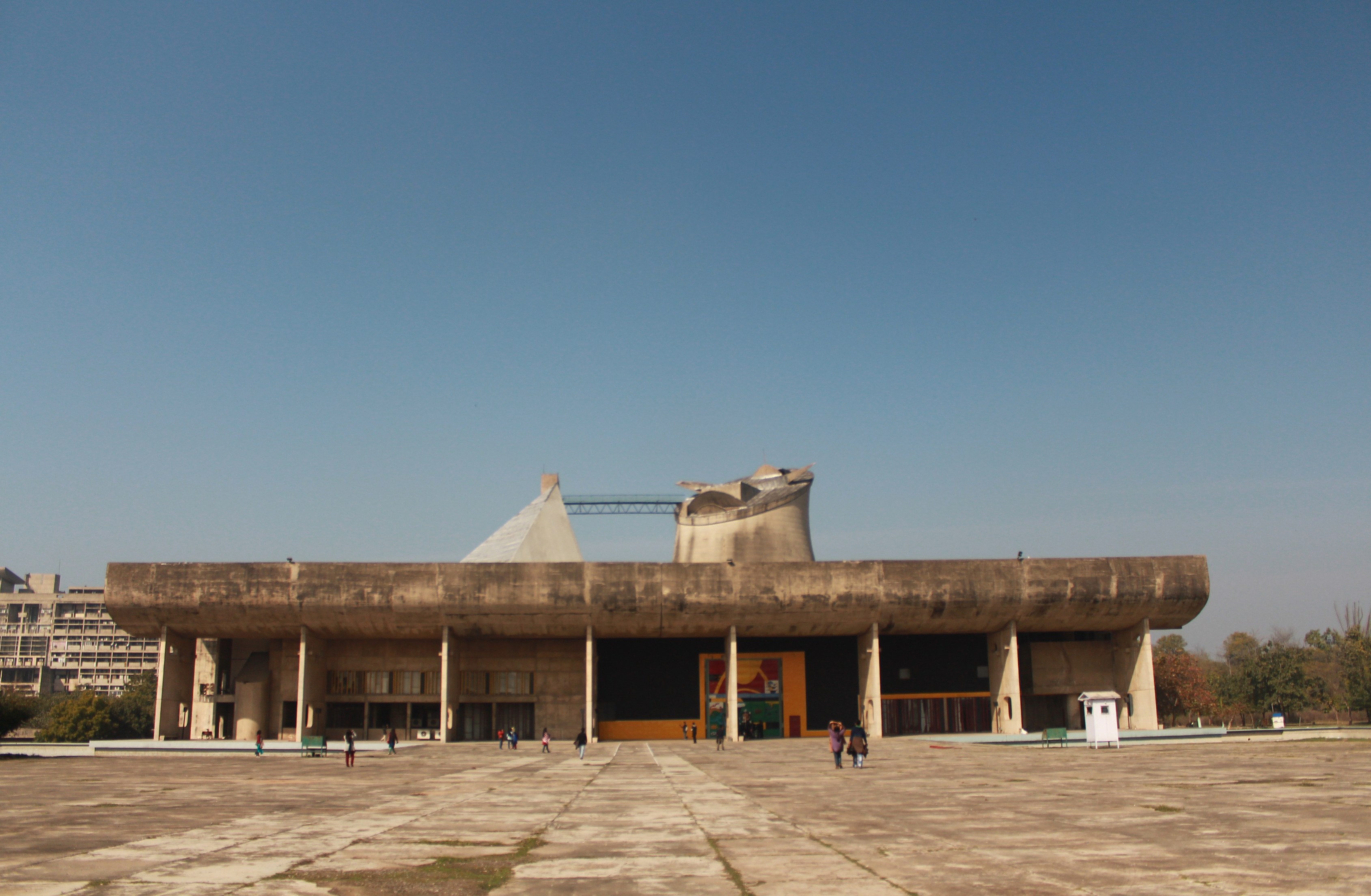
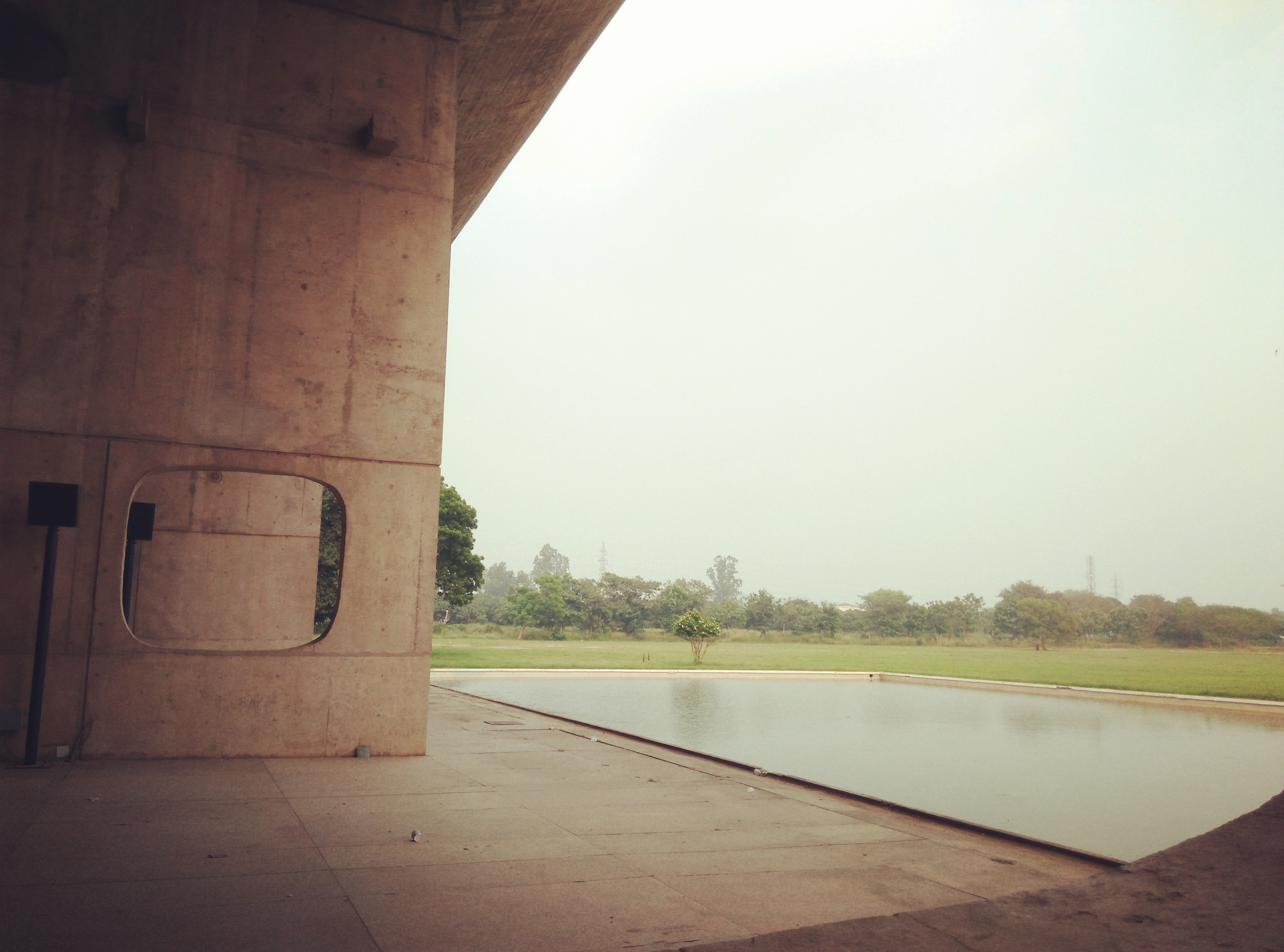
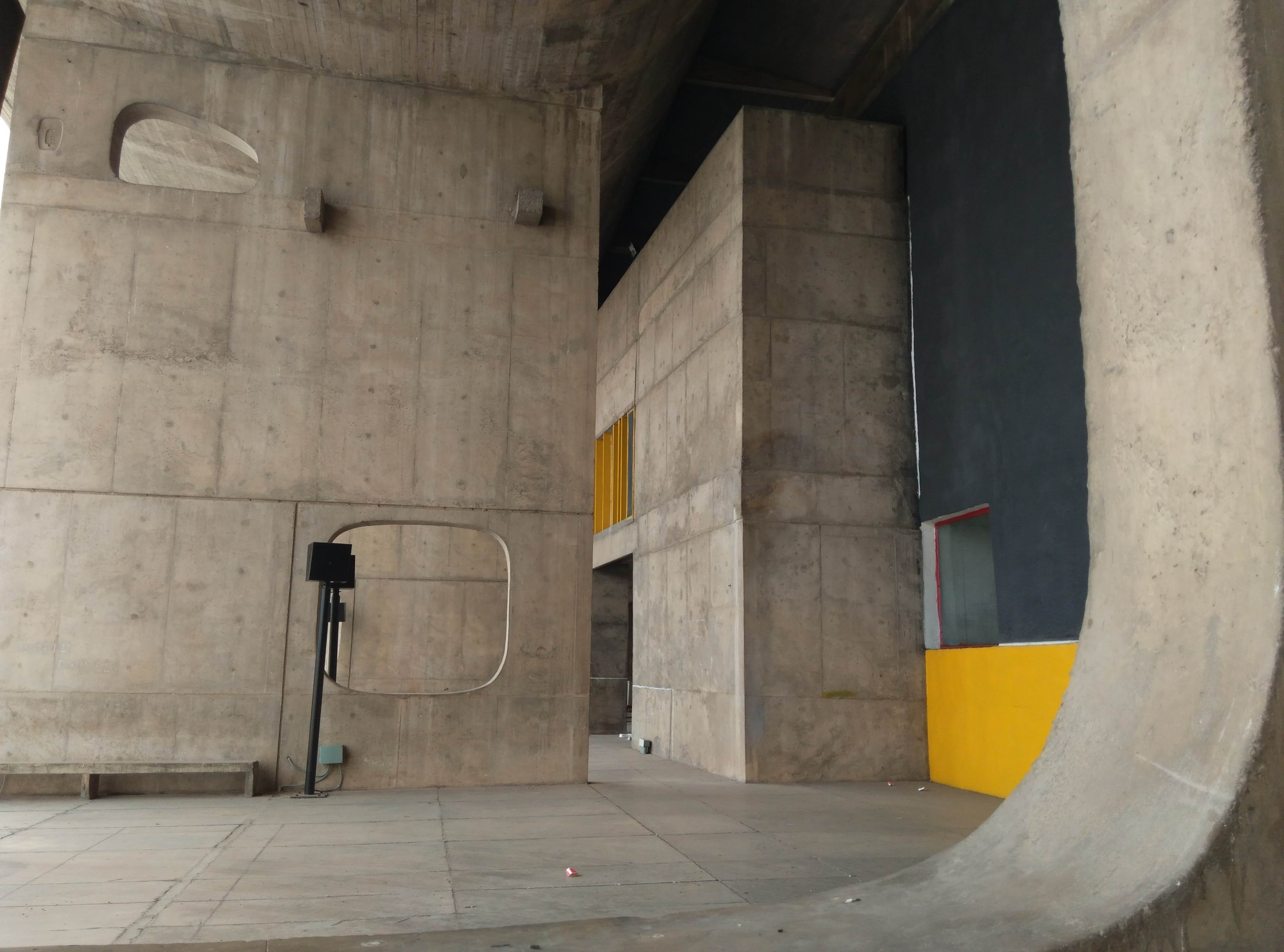
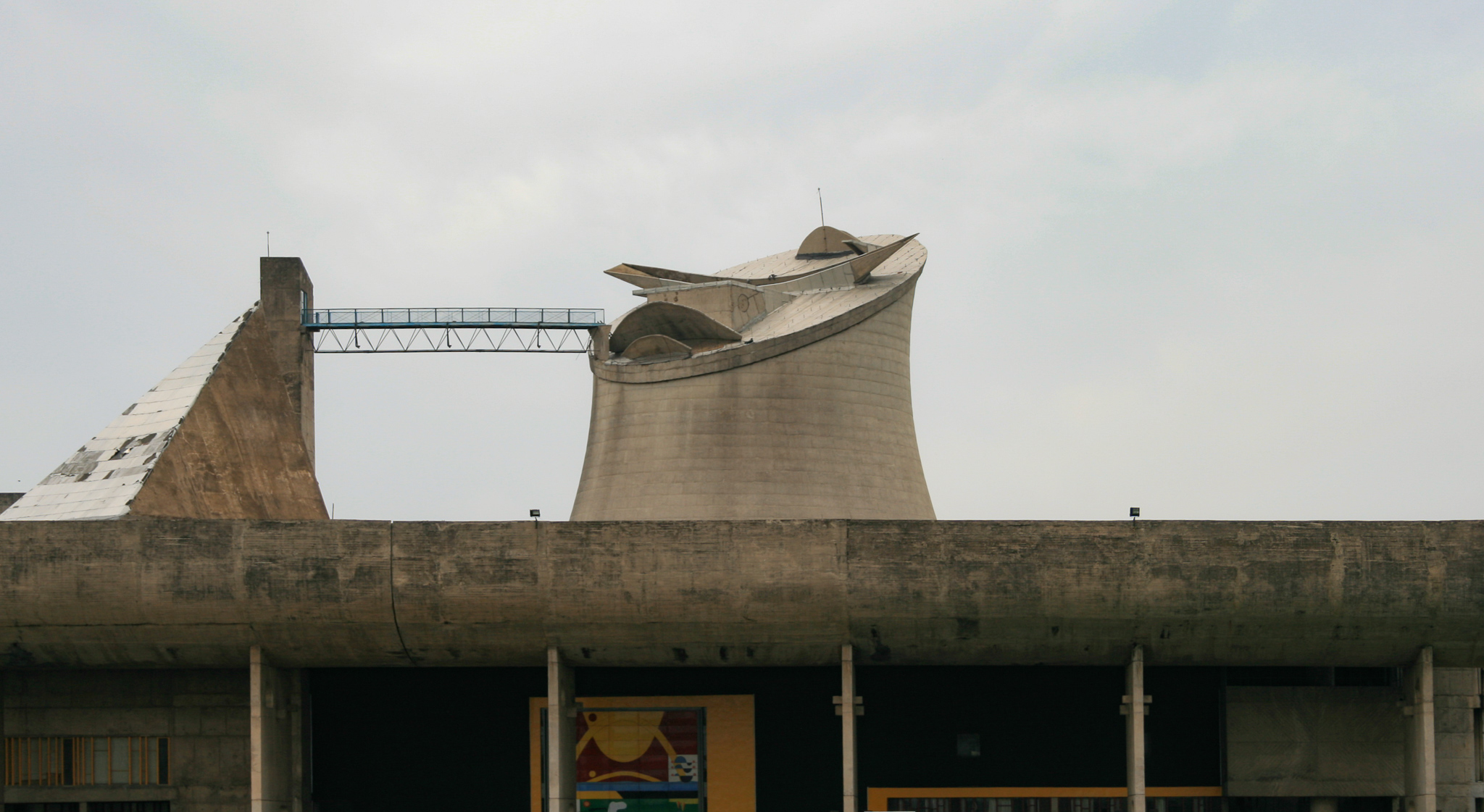